# 121756 Sotomejias
121756 Sotomejias è un asteroide della fascia principale. Scoperto nel 1999, presenta un'orbita caratterizzata da un semiasse maggiore pari a 2,9669853 UA e da un'eccentricità di 0,1597635, inclinata di 8,30936° rispetto all'eclittica.